# Саутхамптън
Вижте пояснителната страница за други значения на Саутхамптън.
Саутхамптън (на английски: Southampton, на английски се произнася /ˌsaʊθˈhæmptən/) е град в Южна Англия, графство Хампшър. Той е разположен в Хампшърския басейн, на полуостров между естуарите на реките Тест и Ичън и е важно пристанище на Ламанш. Населението му е около 221 000 души (2004).

## Известни личности
Родени в Саутхамптън
- Джон Миле (1829 – 1896), художник

Починали в Саутхамптън
- Хенри Шрапнел (1761 – 1840), генерал